# Bryophaenocladius fortispinata
Bryophaenocladius fortispinata är en tvåvingeart som först beskrevs av Edwards 1931.  Bryophaenocladius fortispinata ingår i släktet Bryophaenocladius och familjen fjädermyggor. Inga underarter finns listade i Catalogue of Life.